# Šťovík tupolistý
Šťovík tupolistý (Rumex obtusifolius) je středně vysoká, vytrvalá, bujně rostoucí plevelná bylina s velkou konkurenční schopností. Je v české přírodě původním druhem z rodu šťovík a je řazen mezi nejrozšířenější plevele světa.

## Rozšíření
Hlavním areálem původního výskytu druhu je evropské mírné pásmo, Malá Asie a okolí Kavkazu a přiléhajícího Alborzu. Zavlečen byl do převážné části Ameriky, severovýchodní Asie, jižní Afriky, Austrálie, na Nový Zéland i na ostrovy Oceánie. V České republice je od nížin po podhůří velice hojný, ve výškách nad 1100 m se objevuje řídce.

## Ekologie
Nejčastěji se vyskytuje na stanovišti bohatém na dusík a draslík a s vysokou hladinou podzemní vody. Tehdy vyroste v mohutnou rostlinu, která silně utlačuje jedince jiných druhů. Vyskytuje se na rumištích, úhorech, polích, loukách, pastvinách, v zahradách, po okrajích cest i na okrajích vodních toků a nádrží. Vzhledem k vysoké rozmnožovací schopnosti v takovém prostoru brzy zcela převládne.

## Popis
Vytrvalá rostlina s lodyhou vysokou 50 až 100 cm, vyrůstající ze silného, úporně v půdě setrvávajícího, jednoduchého či větveného kůlovitého kořene, pronikajícího hluboko do podorničních vrstev. Z listové růžice časně na jaře vyroste až šest přímých, tuhých, rýhovaných lodyh, které bývají ve spodní části červeně naběhlé a v horní části od poloviny délky rozvětvené. Přízemní listy a spodní listy lodyžní jsou dlouze řapíkaté, jejich čepele jsou dlouhé 15 až 30 cm a široké 8 až 15 cm, eliptické až vejčité, na bázi plytce srdčité, po obvodě celokrajné a nezvlněné a na vrcholu tupě špičaté. Směrem vzhůru se listy i řapíky zmenšují a přecházejí v kratší listeny.
Drobné, převážně oboupohlavné (někdy jednopohlavné) květy skládají lichopřesleny v prodloužených úžlabních či koncových květenstvích. Okvětí tvoří šest plátků sestavených po třech do dvou kruhů. Vnější brzy opadají, větší vnitřní jsou ozubené a vytvářejí krovky obalující plod, zašpičatělou, trojbokou, světle hnědou nažku asi 3 mm dlouhou. V květu je šest tyčinek, semeník tvoří tři plodolisty a tři čnělky s bliznami. Kvete od června do srpna a opylován je nejčastěji větrem.
Krovky s charakteristickými zoubky po obvodě a s jedním až třemi mozolky jsou u tohoto druhu tvarově velmi polymorfní a zakládají podnět pro různá podrobnější třídění druhu.

## Reprodukce
Šťovík tupolistý se rozmnožuje hlavně generativním způsobem; na jedné rostlině uzrává přes pět tisíc semen. Nejspolehlivěji klíčí semena uložená mělce pod povrchem a životnost si podržují po několik let. Semena v křídlatých krovkách bývají na nová místa odváta větrem nebo za pomoci mozolků naplněných vzduchem odplavena vodou. Mohou také být šířena se semeny víceletých plodin, hlavně pícnin. Jsou roznášena také statkovými hnojivy, komposty, půdou i nářadím či lidmi.
Druhou možností je rozmnožování vegetativní, kdy jsou po polích troušeny kousky kořenů, např. při orbě. Tehdy staré kořeny, které zůstaly na místě, obrůstají a odlámané kousky na nových stanovištích obvykle spolehlivě zakoření.
Listy šťovíků jsou důležitou potravou pro brouky a larvy mandelinky ředkvičkové (Gastrophysa viridula).

## Význam
Druh je považován za velmi nebezpečný, silně se rozrůstající plevel, vyskytující se hlavně na dusíkem dobře zásobených a podmáčených půdách. Nejrozšířenější je na loukách a pastvinách, kde zapleveluje především víceleté pícniny; jeho příměs snižuje jejich krmnou hodnotu. Díky schopnosti setrvávat po mnoho let v půdě vyrůstá také v jednoletých plodinách, zejména v obilovinách.

## Hubení plevele
Šťovík tupolistý je úporný plevel, jehož semena mohou vyklíčit i po 20 letech, životnost může dosahovat až 70 let. Hubení plevele je možné více způsoby s rozdílnou účinností (která nikdy nedosahuje 100 %). Mezi nejúčinnější prostředky patří plošný postřik látkami na bázi thifensulfuronu, účinné je i ruční potírání jednotlivých listů (jednoho na každé rostlině) 33% roztokem Roundupu (účinná látka glyfosát). Mechanické odstraňování je účinné pouze v případě, pokud je kořenový krček a kořen vykopán minimálně do hloubky 10–15 cm. Vypalování rostlin se neosvědčilo. Pro úspěšnou kontrolu populace šťovíku je výhodné kombinovat mechanické i chemické prostředky a počítat s několikaletým opakování cyklu. Zásadním předpokladem je pak nenechat dovolit šťovíku odkvést a vysemenit se.

## Taxonomie
Šťovík tupolistý je morfologicky variabilním druhem, hlavně pokud jde o vzhled krovek. Rostliny nacházející se v české přírodě bývají děleny do čtyř variet:
- šťovík tupolistý pravý (Rumex obtusifolius L. var.obtusifolius) – krovky jsou vejčité až široce trojúhelníkové, s jedním mozolkem a po obvodě mají dlouhé zoubky;
- šťovík tupolistý lesní (Rumex obtusifolius L. var.microcarpus) Dierb. – krovky jsou drobné, úzké, nemají mozolky a po obvodě jsou téměř celokrajné;
- šťovík tupolistý horský (Rumex obtusifolius L. var.subalpinus) Schur – krovky jsou úzce trojúhelníkové, s jedním mozolkem a po obvodě jsou zoubky pouze u báze krovek;
- šťovík tupolistý přechodný (Rumex obtusifolius L. var.transiens) (Simonk.) Kubát – krovky jsou vejčité až široce trojúhelníkové, se třemi mozolky a po obvodě mají kratičké zoubky.[3][4][5][6][7][8][9][10]

## Galerie

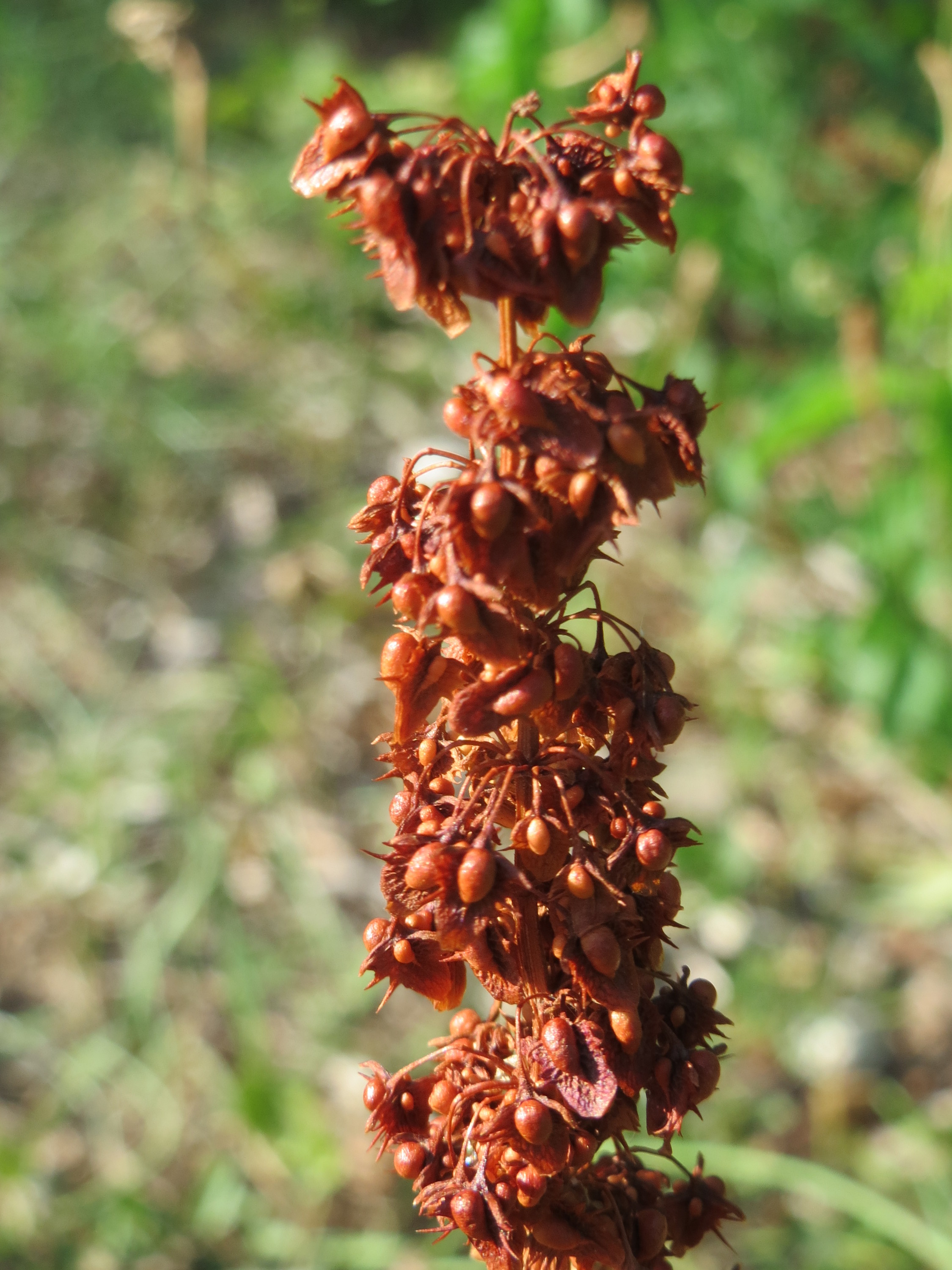
Zralé květenství s krovkami
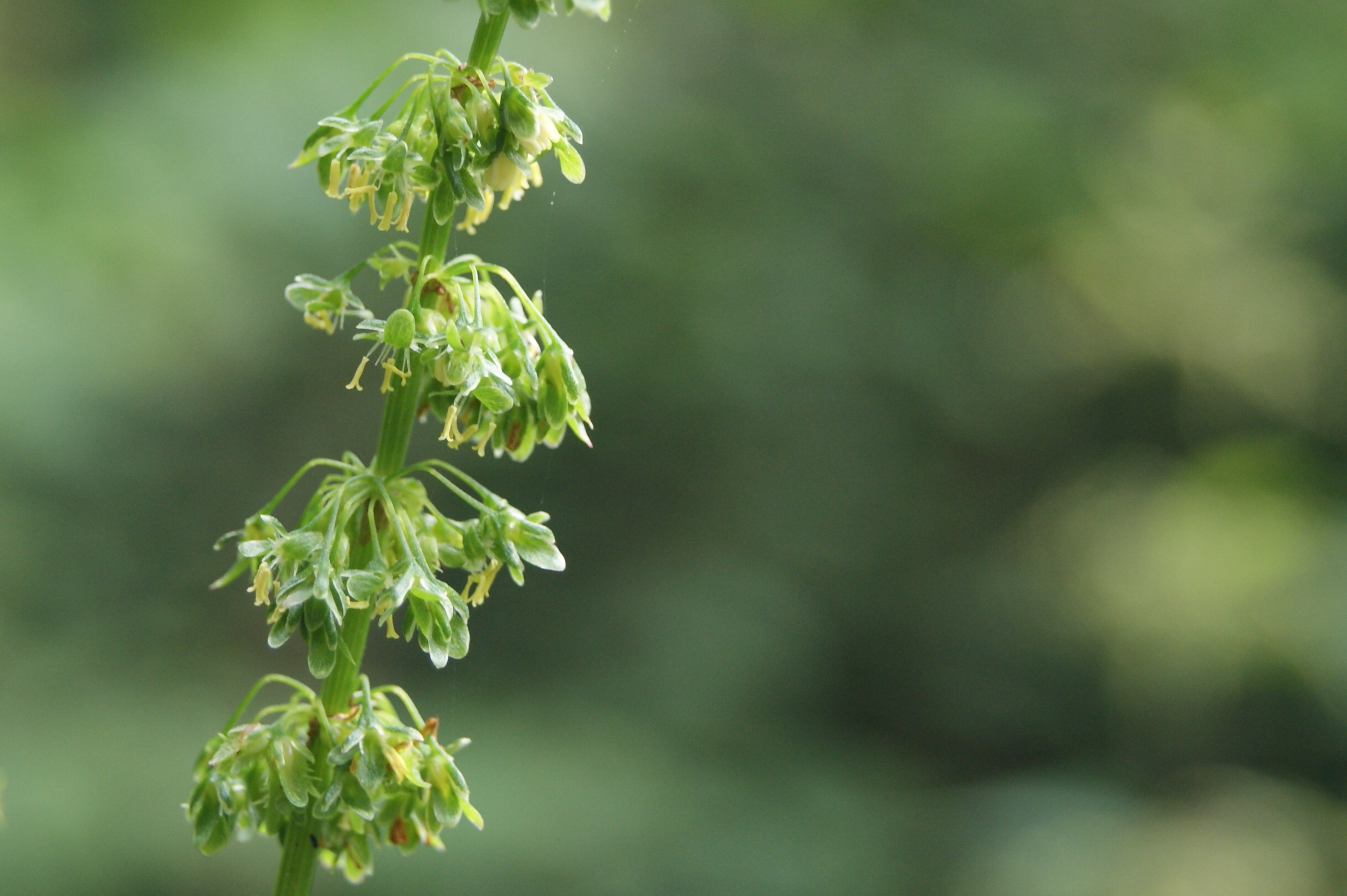
Nezralé květenství
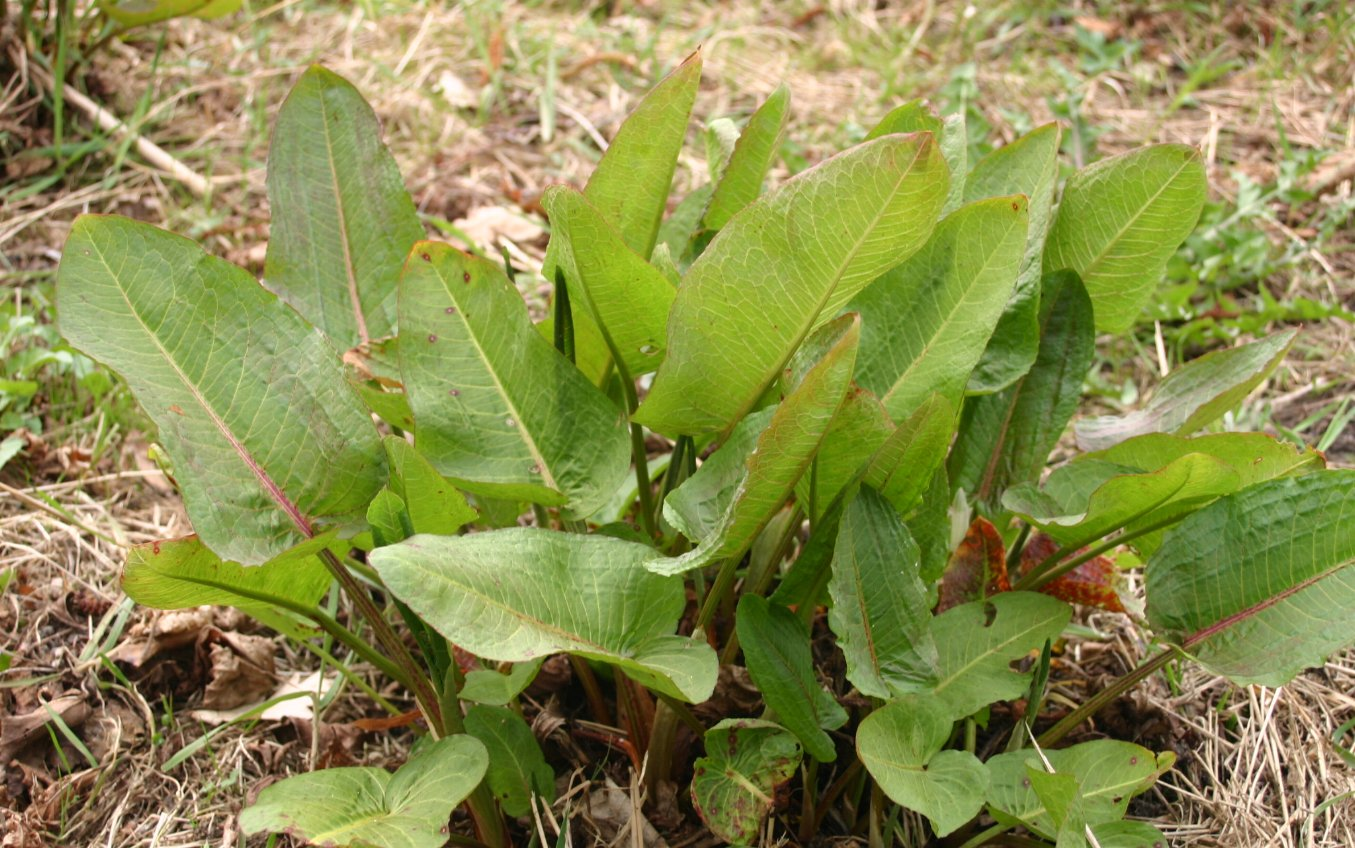
Přízemní listy
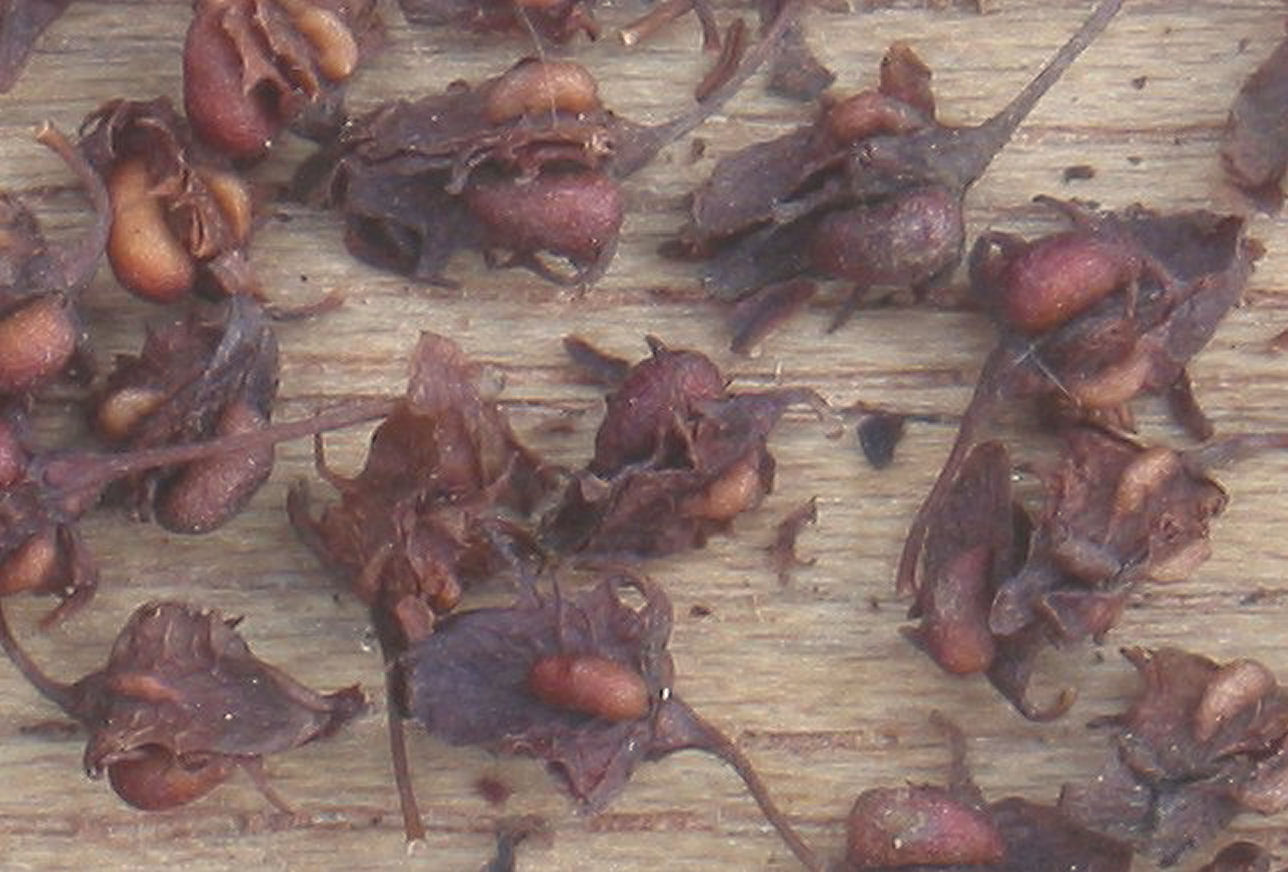
Krovky s mozolky
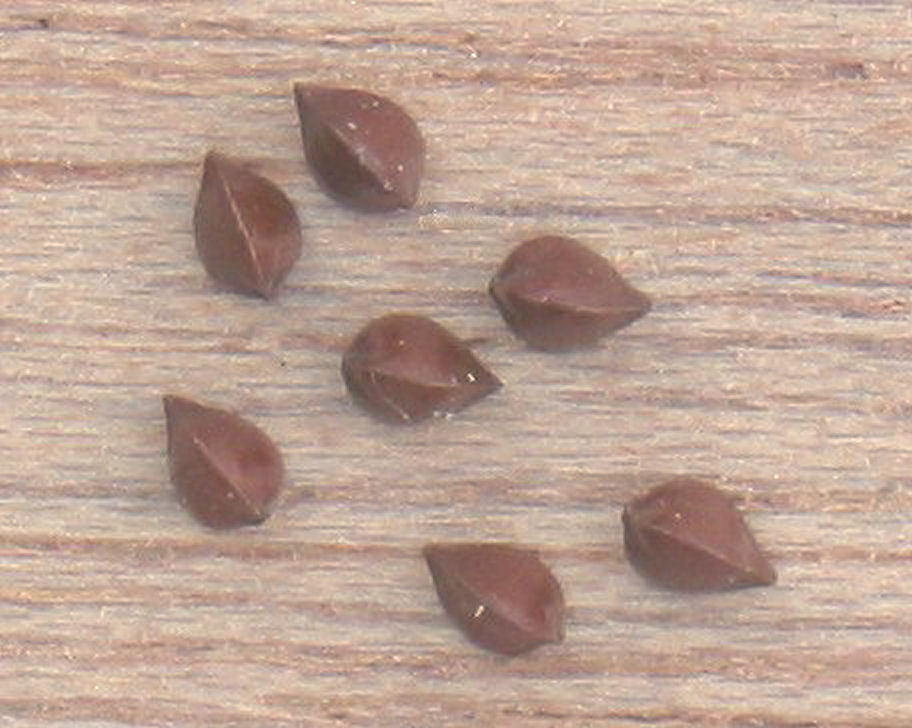
Nažky
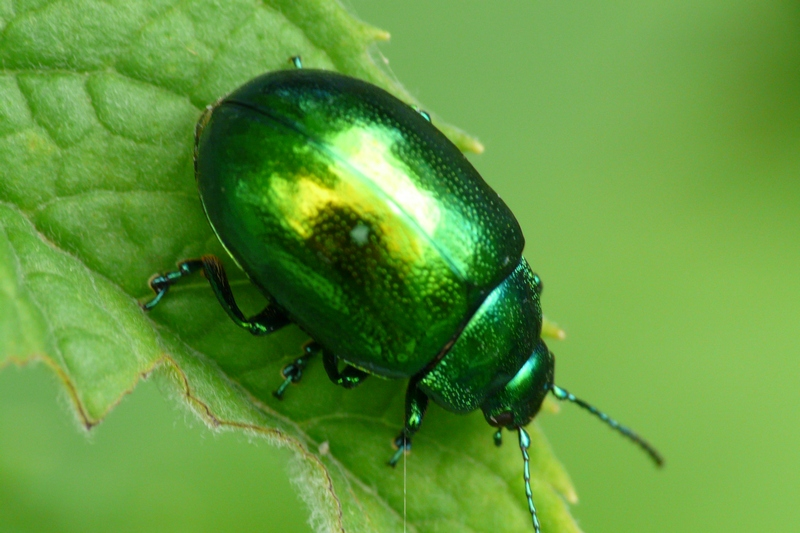
Mandelinka ředkvičková